# 푸시킨스키구

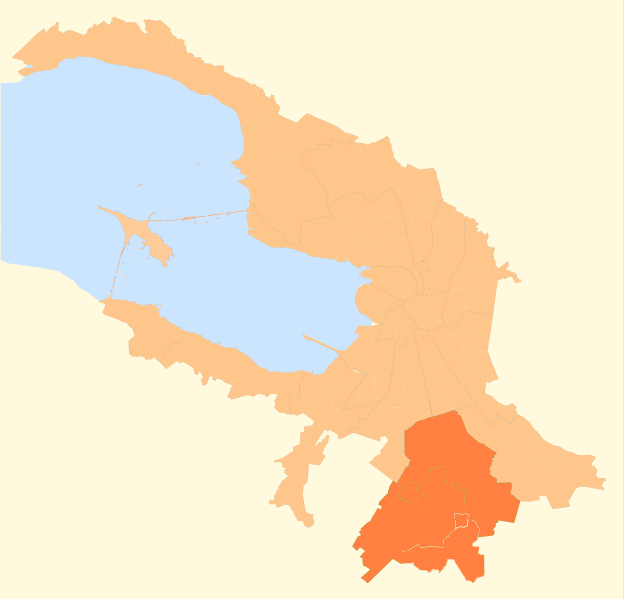
푸시킨스키 구의 위치

푸시킨스키구(러시아어: Пушкинский район)는 상트페테르부르크를 구성하는 18개 구 가운데 하나로 행정 중심지는 푸시킨이다.